# 風都ノリ
風都 ノリ（かざと ノリ）は、日本のイラストレーター、漫画家。

## 作品リスト

### 小説挿絵
- BLACK JOKER ―少女たちの方程式― （あくたゆい著・富士見ミステリー文庫）
- 月色光珠シリーズ（岡篠名桜著・コバルト文庫）
- お狐サマシリーズ（かたやま和華著・B's-LOG文庫）
- 真夜中の棺―ブラッディ・キャッスル（斎王ことり著・講談社X文庫ホワイトハート）
- アネットと秘密の指輪シリーズ（雨川恵著・角川ビーンズ文庫）
- アルカサルの恋物語シリーズ（ひずき優著・コバルト文庫）
- 神の獣と天の華シリーズ（秋月志緒著・B's-LOG文庫）
- EYES　Amiko&Michael（佐野光音著・エタニティブックスRose）
- 無音哀戀歌 ～さようなら、わたしの最愛～（御永真幸著・コバルト文庫）
- 紅林檎姫と7人の悪党 (千野桃著・一迅社文庫アイリス)
- 夜だけの女王 (剛しいら著・ティアラ文庫)
- 侍女アイラの後宮事件簿 身代わり皇女は波瀾万丈!? (雨宮れん著・一迅社文庫アイリス)
- 音狩り魔女の綺想曲 (斉藤百伽著・ルルル文庫)

### 漫画
- アダルシャンの花嫁 『ビーンズエース』 (角川書店) 原作:雨川恵 キャラクターデザイン:桃季さえ
- 祓魔師な嫁ですが。『月刊ASUKA』 (角川書店)
- テイルズオブヴェスペリア 明星たちの軌跡 『ビバ テイルズ オブ マガジン』 (メディアワークス) 構成:奥田孝明
- ご隠居魔王の非日常『月刊ASUKA』(KADOKAWA/角川書店)
- 勇者、辞めます『ヤングエースUP』（KADOKAWA）原作：クオンタム キャラクターデザイン：天野英
- 後宮の花詠み仙女『ヤングエースUP』（KADOKAWA）原作：松藤かるり キャラクター原案：秋鹿ユギリ

### コラム
- 漫画☆防災研究所『グランドジャンプ』 (集英社) 監修:山村武彦